# Тахмасеби, Суссан
Суссан Тахмасеби (перс. سوسن طهماسبی‎) — ведущая защитница прав женщин и эксперт из Ирана. Её работа сосредоточена на продвижении прав женщин и мира на Ближнем Востоке, в Северной Африке и Азии.

## Биография

### Рождение и ранние годы
Тахмасеби родилась в Тегеране, Иран у отца-иранца и матери-американки. Семья переехала в Соединённые Штаты в 1978 году в преддверии иранской революции. Тахмасеби вернулась в Иран в 1999 году, прожив там более десяти лет, где она стала участвовать в иранском гражданском обществе и иранском женском движении.

### Карьера
Тахмасеби является соучредителем и исполнительным директором Femena, организации, которая поддерживает защитников прав женщин, их организации и феминистские движения на Ближнем Востоке, в Северной Африке и Азии. Тахмасеби является ведущим экспертом по положению женщин в Иране и на Ближнем Востоке Она является одним из основателей кампании «Миллион подписей», низовой инициативы, направленной на отмену гендерно-предвзятых законов в Иране. Находясь в Иране, Тахмасеби также работала над поддержкой развития формирующегося гражданского общества Ирана. С этой целью она стала соучредителем Иранского учебно-исследовательского центра организаций гражданского общества и была членом его правления. В США она продолжила свою работу по продвижению прав женщин и укреплению гражданского общества, уделяя особое внимание региону MENA/Asia. Она занимала должность директора региона MENA/Asia в International Civil Society Action Network (2011—2017), организации, ориентированной на содействие миру и правам женщин, соучредителем которой она является. До переезда в Иран она работала в Соединённых Штатах, занимаясь вопросами репродуктивного здоровья женщин, а также здоровья матери и ребёнка.
Тахмасеби является внештатным научным сотрудником Democracy for the Arab World Now (Dawn), членом правления Doria Feminist Fund и входит в Консультативный комитет Human Rights Watch MENA.

### Кампания «Миллион подписей»
Тахмасеби была одним из основателей кампании «Миллион подписей», низовой инициативы, направленной на сбор одного миллиона подписей с требованием положить конец правовой дискриминации в отношении женщин. Она работала редактором англоязычного сайта кампании. Тахмасеби неоднократно запрещали путешествовать, допрашивали и арестовывали в связи с её усилиями по продвижению гендерного равенства и в качестве члена кампании «Миллион подписей». Вместе с другими активистами она была арестована 4 марта 2007 года. Позднее её приговорили к 2 годам тюремного заключения с 18 месяцами условно из 5 лет

## Награды
Суссан Тахмасеби была награждена премией Элисон Де Форж от Human Rights Watch за выдающийся активизм в 2010 и 2011 годах. В 2011 году она была признана одной из «150 женщин, которые потрясли мир» по версии Newsweek. Её работа в поддержку прав женщин представлена как часть постоянной выставки, посвящённой глобальному движению за права человека «Искра убеждения» в Национальном центре гражданских и прав человека в Атланте, штат Джорджия. Тахмасеби также была удостоена награды «Сила вдохновения» Национального центра гражданских и прав человека 2016 года. Кроме того, в 2016 году работа Тахмасеби в поддержку прав женщин и мира в регионе Ближнего Востока и Северной Африки и Азии была отмечена Ассоциацией за права женщин в развитии. Одна из «12 активисток, которые вселяют надежду на феминистское будущее без фундаментализма». Новаторская работа Тахмасеби в интересах женщин была отмечена, наряду с другими активистками по правам человека, Зайной Анвар, Доун Каванаг и другими.